# Elite Model Look
Der Elite Model Look ist ein jährlich ausgetragener, internationaler Modelwettbewerb, der von der internationalen Modelagentur Elite Model Management veranstaltet wird. Die erste Wahl fand 1983 unter dem Namen Look of the Year statt. 1995 wurde der Name in den jetzigen geändert. Alle teilnehmenden Länder dürfen Mädchen, die noch nie oder erst seit kurzer Zeit als Model tätig waren, für den Wettbewerb vorschlagen. In Ausnahmefällen, oder bei größeren Ländern wie den Vereinigten Staaten, dürfen mehrere Mädchen aus einem Land teilnehmen.
Hauptgewinne sind Verträge im Gesamtwert von 325.000 USD mit Elite Model Management für die Arbeit als Fotomodell und Mannequin.
Der Wettbewerb ist für die Teilnehmerinnen ein Einstieg in das Modelbusiness. Bekannte weibliche Models, die durch den Elite Model Look ihren Einstieg in die Modewelt erlangten – jedoch ohne den Wettbewerb zu gewinnen – sind unter anderem Karen Mulder, Gisele Bündchen, Alessandra Ambrosio, Linda Evangelista, Ana Beatriz Barros, Stephanie Seymour und Cindy Crawford. Die Gewinnerin von 1995, Sandra Wagner, wählte einen anderen Weg und erfüllte sich ihren Wunsch, Therapeutin zu werden.

## Sieger
| Jahr | Name                                        | Land                   | Veranstaltungsort             |
| ---- | ------------------------------------------- | ---------------------- | ----------------------------- |
| 1983 | Lisa Hollenbeck                             | USA                    | Acapulco, Mexiko              |
| 1984 | -                                           | -                      | nicht stattgefunden           |
| 1985 | Frederique Van Der Wal                      | Niederlande            | Mauritius                     |
| 1986 | Maria Lindkvist                             | Schweden               | Forte dei Marmi, Italien      |
| 1987 | Debbie Chin                                 | USA                    | Taormina (Sizilien), Italien  |
| 1988 | Kelly Browne                                | USA                    | Atami, Japan                  |
| 1989 | Inés Sastre                                 | Spanien                | Paris, Frankreich             |
| 1990 | Wendy Weldhuis                              | Niederlande            | Rio de Janeiro, Brasilien     |
| 1991 | Ingrid Seynhaeve                            | Belgien                | New York City, USA            |
| 1992 | Mariamm Molski                              | USA                    | New York City, USA            |
| 1993 | Heidi Albertsen                             | Dänemark               | Miami Beach, USA              |
| 1994 | Natalia Semanova                            | Russland               | Ibiza, Spanien                |
| 1995 | Sandra Wagner                               | Schweiz                | Seoul, Südkorea               |
| 1996 | Diana Kovalchuk                             | Ukraine                | Nizza, Frankreich             |
| 1997 | Yfke Sturm                                  | Niederlande            | Nizza, Frankreich             |
| 1998 | Alina Pușcău                                | Rumänien               | Nizza, Frankreich             |
| 1999 | Vika Sementsova                             | Ukraine                | Nizza, Frankreich             |
| 2000 | Linda Vojtová                               | Tschechien             | Genf, Schweiz                 |
| 2001 | Rianne Ten Haken                            | Niederlande            | Nizza, Frankreich             |
| 2002 | Ana Mihajlović                              | BR Jugoslawien         | Tunis, Tunesien               |
| 2003 | Denisa Dvončová                             | Slowakei               | Singapur                      |
| 2004 | Sofie Oosterwaal                            | Niederlande            | Shanghai, Volksrepublik China |
| 2005 | Charlotte Belliard                          | Frankreich             | Shanghai, Volksrepublik China |
| 2006 | Denisa Dvořáková                            | Tschechien             | Marrakesch, Marokko           |
| 2007 | Jennifer Messelier                          | Frankreich             | Prag, Tschechien              |
| 2008 | Louise Maselis                              | Belgien                | Hainan, Volksrepublik China   |
| 2009 | Julia Saner                                 | Schweiz                | Sanya, Volksrepublik China¨   |
| 2010 | Karolina Tolkachová                         | Tschechien             | Shanghai, Volksrepublik China |
| 2011 | Julia Schneider                             | Frankreich             | Shanghai, Volksrepublik China |
| 2012 | Marilhea Peillard                           | Belgien                | Shanghai, Volksrepublik China |
| 2013 | Eva Klímková                                | Tschechien             | Shenzhen, Volksrepublik China |
| 2014 | ♀ Barbora Podzimková ♂ James Richard Parker | Tschechien Italien     | Shenzhen, Volksrepublik China |
| 2015 | ♀ Anouk Thijssen ♂ Tristan Tymen            | Niederlande Frankreich | Shenzhen, Volksrepublik China |
| 2016 | ♀ Jana Tvrdikova ♂ Davidson Obennebo        | Tschechien Nigeria     | Lissabon, Portugal            |
| 2017 | ♀ Valeria Tschenskaja ♂ Antonio Freitas     | Russland Brasilien     | Mailand, Italien              |

## Kritik
In der BBC-Reportage MacIntyre Undercover - Fashion Industry aus dem Jahr 1999 beleuchtet die Journalistin Lisa Brinkworth von Missständen im Zusammenhang mit dem Wettbewerb:
Wir haben eine Welt entdeckt, in der 13-jährige Mädchen sexuell ausgebeutet und von Angestellten der Agenturen mit Drogen versorgt werden
Ihre Erfahrungen beruhen auf eine einjährige Arbeit innerhalb der Modewelt.
Als Reaktion wurde unter anderen Europachef Gérald Marie sowie Olivier Daube, Direktor von Elite-New York, suspendiert.